# Lindsay Hoyle
Sir Lindsay Harvey Hoyle (Adlington (Lancashire), 10 juni 1957) is een Brits politicus. Sinds november 2019 is hij de Speaker van het Britse Lagerhuis.
Hij is de zoon van Doug Hoyle, Baron Hoyle, lid van het Hogerhuis en Pauline Spencer.

## Carrière
Tussen 1980 en 1998 was hij als politicus actief in de raad van de Borough of Chorley. In 1997 won hij de Lagerhuisverkiezingen als afgevaardigde van de Labour Party voor het kiesdistrict Chorley. Bij volgende verkiezingen werd hij herkozen. In 2010 werd hij gekozen tot Deputy Speaker (plaatsvervangend voorzitter) van het Lagerhuis. In 2013 werd hij lid van de Privy Council, het wettelijk adviesorgaan van de monarch van het Verenigd Koninkrijk. Op politiek vlak zette hij zich in voor de nagedachtenis aan Diana, prinses van Wales en hij toonde zich als Deputy Speaker verdienstelijk tijdens de begrotingsonderhandelingen in 2013. In 2018 werd hij tot Knight Bachelor geslagen. Sindsdien voert hij het erepredicaat Sir.
In oktober 2019 veroorzaakte Hoyle, als kandidaat voor de functie van Speaker, enige opschudding toen hij verklaarde dat er binnen het Lagerhuis problemen zijn met alcohol- en drugsgebruik. Later nuanceerde hij deze uitspraak door te zeggen dat ook het Lagerhuis niet immuun is voor problemen die zich in de hele samenleving voordoen.

## Speaker van het Britse Lagerhuis
Na de aankondiging door John Bercow dat hij zijn ambt als Speaker op 31 oktober 2019 zou neerleggen, werd Hoyle direct als meest kansrijke opvolger genoemd. Tijdens de verkiezing op 4 november wist hij in de vierde ronde te winnen van zijn partijgenoot Chris Bryant, de laatst overgeblevene van de andere zes aangemelde kandidaten, met 325 van de 540 stemmen. Dezelfde dag werd hij door koningin Elizabeth benoemd tot Speaker. Dit betekende dat hij ter wille van zijn objectieve rol de banden met zijn partij en fractie moest verbreken. Hoyle verklaarde dat het Lagerhuis onder zijn leiding zou veranderen "for the better" en dat de werkomstandigheden voor het personeel zijn speciale aandacht zouden krijgen.
Na zijn aantreden kondigde Hoyle aan dat hij bij bijzondere gelegenheden de pruik en de ceremoniële kleding van de Speaker, die sinds de jaren negentig van de twintigste eeuw door zijn voorgangers geleidelijk waren afgeschaft, in ere zou herstellen.
Na de Lagerhuisverkiezingen van 2019 werd Hoyle op 17 december 2019 herkozen als Speaker.  Op 9 juli 2024, na de Lagerhuisverkiezingen van 2024, werd Hoyle weer herkozen als Speaker van het Britse Lagerhuis.